# Colegio Hispano Americano
El Colegio Hispano Americano es un establecimiento educacional perteneciente a la orden religiosa de las Escuelas Pías (Padres Escolapios). El establecimiento está ubicado en calle Carmen 960, comuna de Santiago Centro, Chile. Es considerado uno de los colegios emblemáticos de Santiago por su tradición, construcción y años al servicio de la educación chilena. Es valorado como un Inmueble de Conservación Histórica según el Plan Regulador comunal de la Ilustre Municipalidad de Santiago. 

## Historia

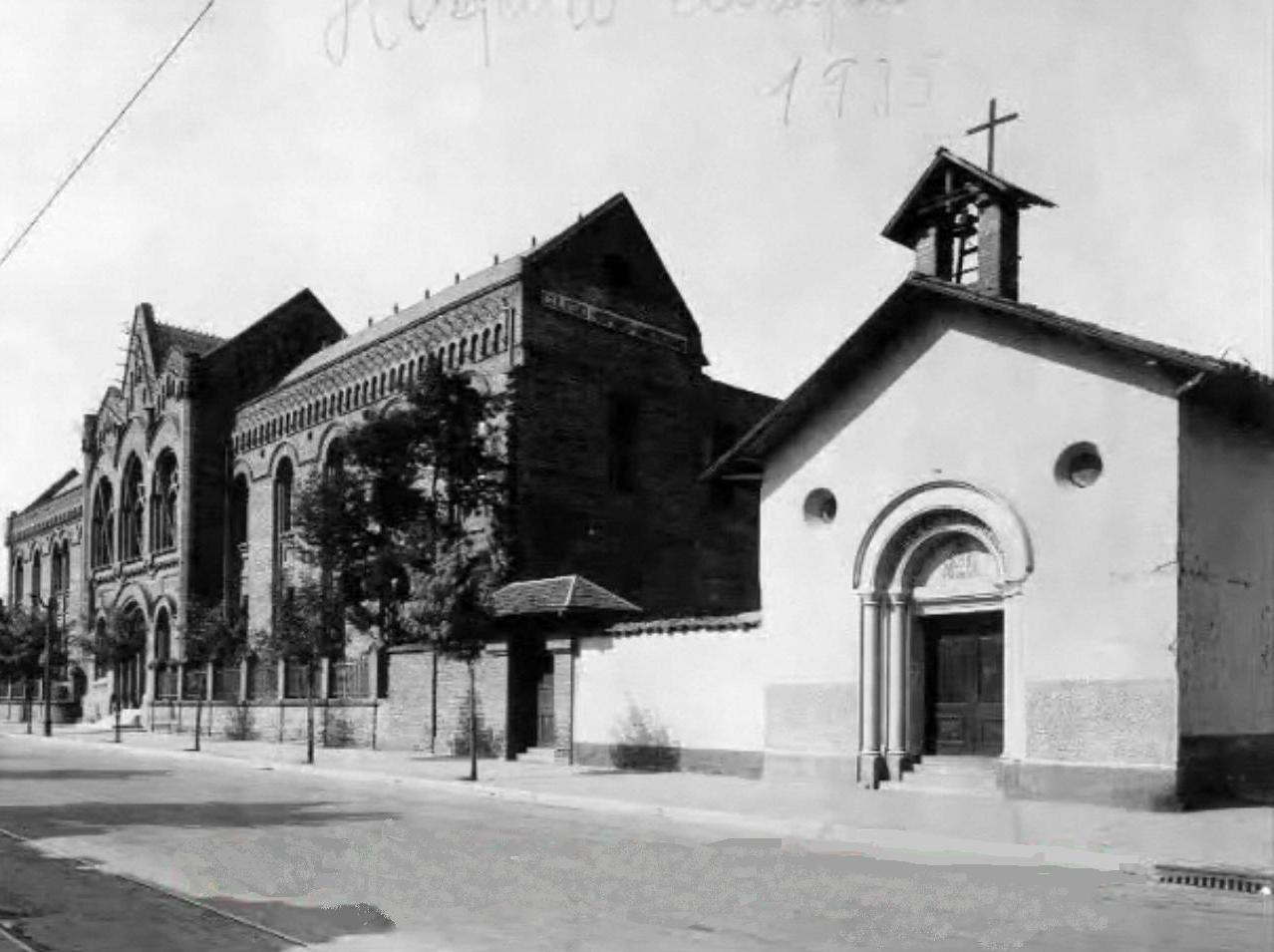
Colegio Hispano Americano hacia el año 1935.

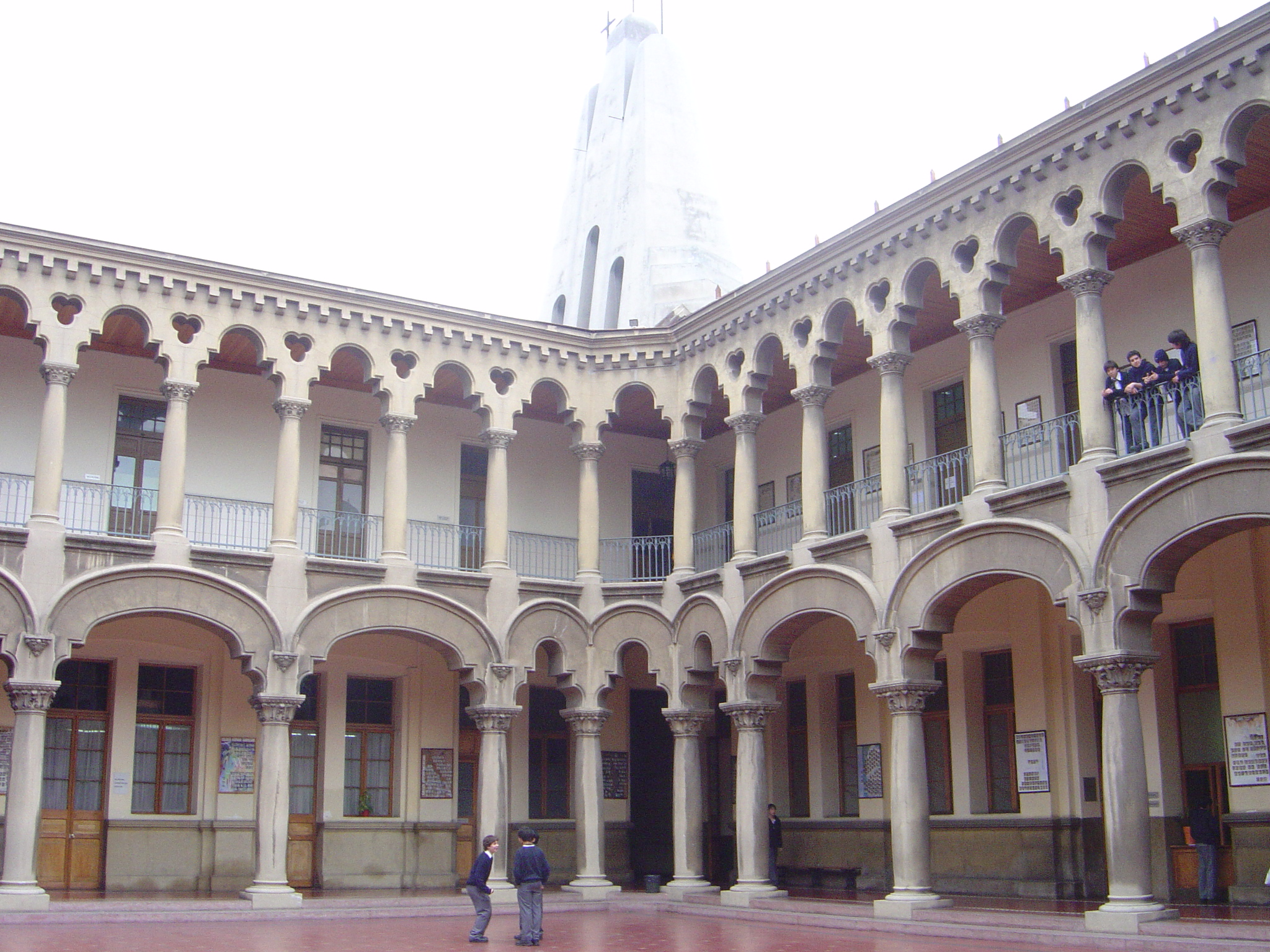
Patio de Honor del Colegio Hispano Americano.

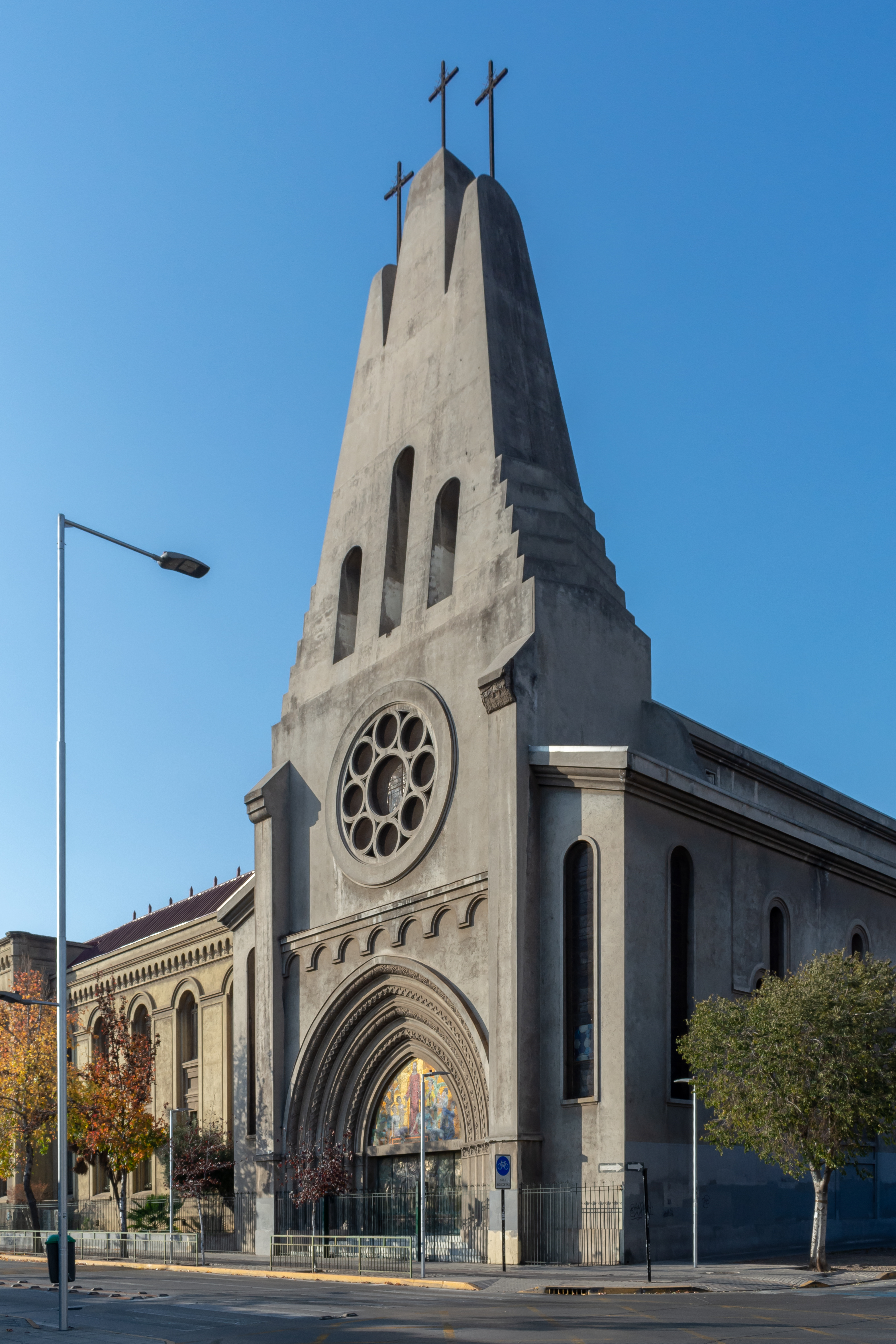
Iglesia de Nuestra Señora del Pilar.

En el año 1912 se coloca la primera piedra en los terrenos donde estuvo el estadio El Carmen y que fueron donados por Pedro Fernández Concha, a la ceremonia asistieron el presidente Ramón Barros Luco, Enrique Villegas, Pedro Fernández Concha, el embajador de España y los presidentes de las instituciones españolas en Chile. La primera parte de la obra fue dirigida y planificada por el arquitecto español José Forteza.
El colegio fue inaugurado el 12 de marzo de 1917 con un total de 125 alumnos, para dar paso al año siguiente a las humanidades, siendo el primer Rector el RP. Justo Blanco. Durante los primeros cincuenta años los profesores fueron en su mayoría miembros de la Comunidad Religiosa de los PP. Escolapios.
A poco andar, el colegio se convierte en un centro educativo altamente solicitado, tanto por su prestigio educativo como el de su internado, donde se formaron diversas generaciones de jóvenes cuyos padres vivían a las afueras de la ciudad, siendo además la cuna educacional de los hijos de los inmigrantes españoles en Chile.
Durante la década de 1950 el colegio experimenta un crecimiento en sus instalaciones siendo la más notoria la construcción de la iglesia-basílica en honor a Nuestra Señora del Pilar, a cargo del arquitecto español Pablo Zabalo. Esta enorme construcción terminada en tres puntas le da al colegio un estilo único e inconfundible, permitiendo además, que el establecimiento pueda ser visto desde una distancia considerable. La punta mayor de la iglesia tuvo que ser reconstruida tras el terremoto que afectó a la ciudad de Santiago el año 1985.
Un segundo cambio experimentaría el colegio en 1983, cuando deja de ser un establecimiento exclusivo de varones y se convierte en uno mixto, siendo la primera promoción mixta el año 1995.
En el año 2007, el colegio celebró su 90.º aniversario junto a la celebración de los 450 años del natalicio de su patrono San José de Calasanz
Durante el 2008, el colegio pasa a ser Fundación Educacional Colegio Hispano Americano. A pesar de esto su estructura no cambia, sí lo hace su régimen educacional, pues pasa de ser trimestral a semestral.
El año 2017 el colegio cumplió 100 años, a este aniversario acudieron miembros de la comunidad de alrededor de todo el mundo.

### Directores
Los fundadores fueron el RP. Justo Blanco, RP. Cruz García, RP. Teodoro Aguirrebengoa y el Hermano Luis Lázaro.
En el año 1995 la dirección del establecimiento pasa a incluir personas de vocación laical, pero siempre regido por el lema de San José de Calasanz "Piedad y Letras".
- RP. Justo Blanco (1917-1920)
- RP. Adolfo Echarte (1920-1926)
- RP. Antonio Martínez (1926-1928)
- RP. Vicente Escuín (1928-1931)
- RP. Martín Español (1931-1933)
- RP. Octavio Yaben (1933-1935)
- RP. Juan Manuel Diez (1835-1941)
- RP. Octavio Yaben (1941-1946)
- RP. Constantino Garísoain (1946-1949)
- RP. Laureano Nuin (1949-1951)
- RP. Daniel Azanza (1951-1954)
- RP. Jesús Martínez (1954-1961)
- RP. Felix Barbarin (1962-1964)
- RP. Javier Pértica A. (1965-1967)
- RP. José Goyena S. (1968-1970)
- RP. Javier Zabalza N. (1971-1975)
- RP. Fermín Maeztu (1975-1977)
- RP. José A. López C. (1977-1979)
- RP. Juan A. López A. (1980-1982)
- RP. José A. López C. (1983-1990)
- RP. Juan José Bea E. (1991-1995)
- Sr. Francisco Javier Gutiérrez A. (1995-2005)
- Sra. Ximena Ogino M. (2006-2018)
- Sr. Patricio Román M. (2018-actualidad)

## Infraestructura
El Colegio Hispano Americano, a través de la historia ha ido creciendo. En la actualidad, cuenta con 17.000 metros cuadrados. Dentro de esta área construida, 6.000 metros cuadrados están edificados. Como inicio y centro del colegio, se encuentra un imponente edificio de dos pisos, con corredores y columnas. En el centro, se encuentra el claustro y alrededor numerosas salas y oficinas. Anexo, otro edificio de construcción más reciente, complementa las necesidades educacionales.
El colegio está dotado de: salones de clase, diferentes oficinas, biblioteca, salas multimedia, laboratorios de ciencias (física, química y biología), sala de profesores, sala de primeros auxilios, salas de usos múltiples, capilla de estudiantes, oratorio de básica, oratorio de párvulos, sala de estudiantes, baños de estudiantes, baños de profesores, salón de actos, sala de música, casino y una imponente iglesia-basílica.  
El gimnasio del Colegio cuenta con una capacidad para mil personas, y añadido a la infraestructura deportiva, cuenta con una cancha de fútbol de pasto artificial, dividida en cuatro campos de fútbol siete, dos multicanchas con iluminación y un frontón cubierto.

## Actividades especiales

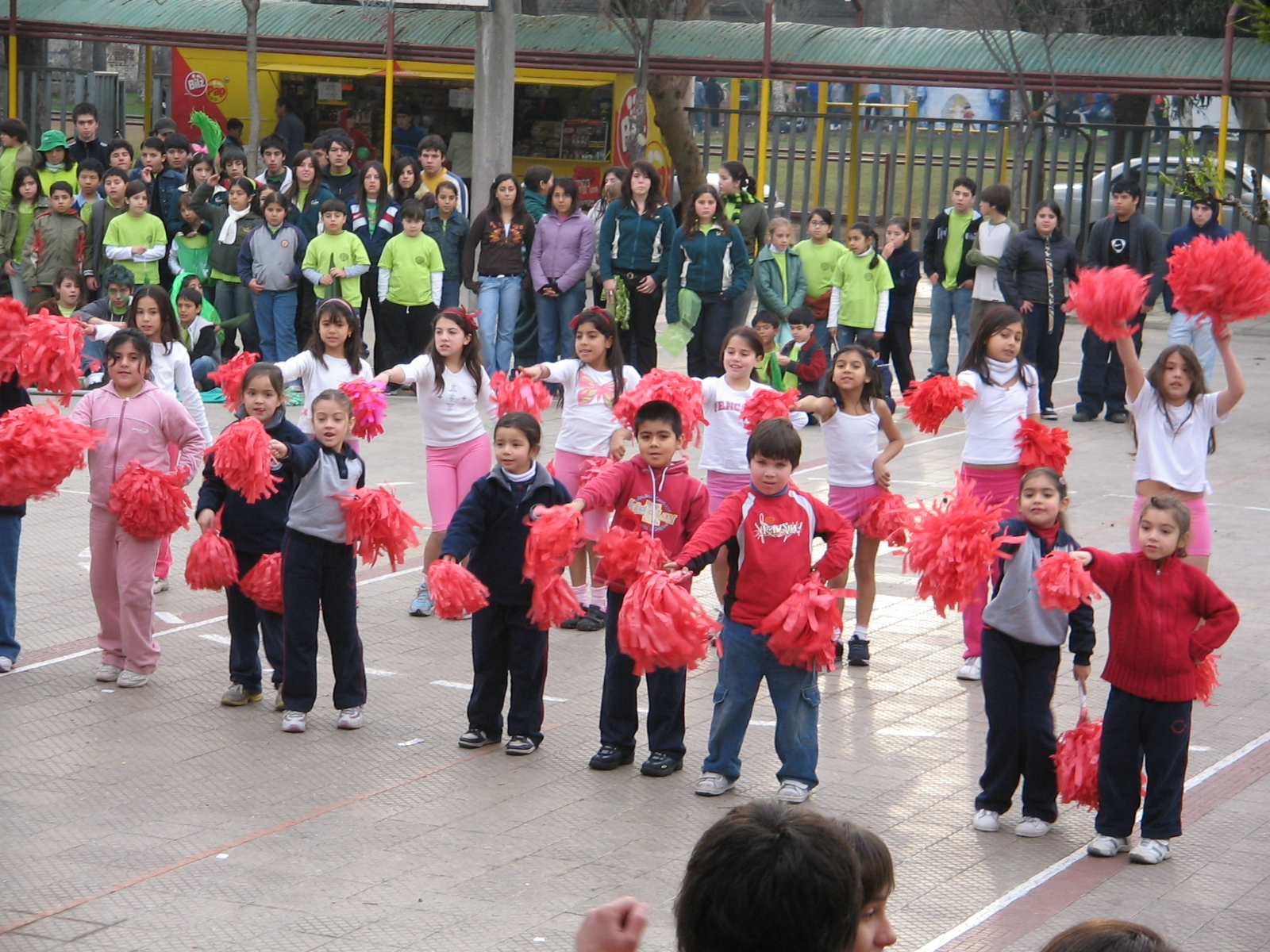
Aniversario Colegio Hispano Americano 2006.

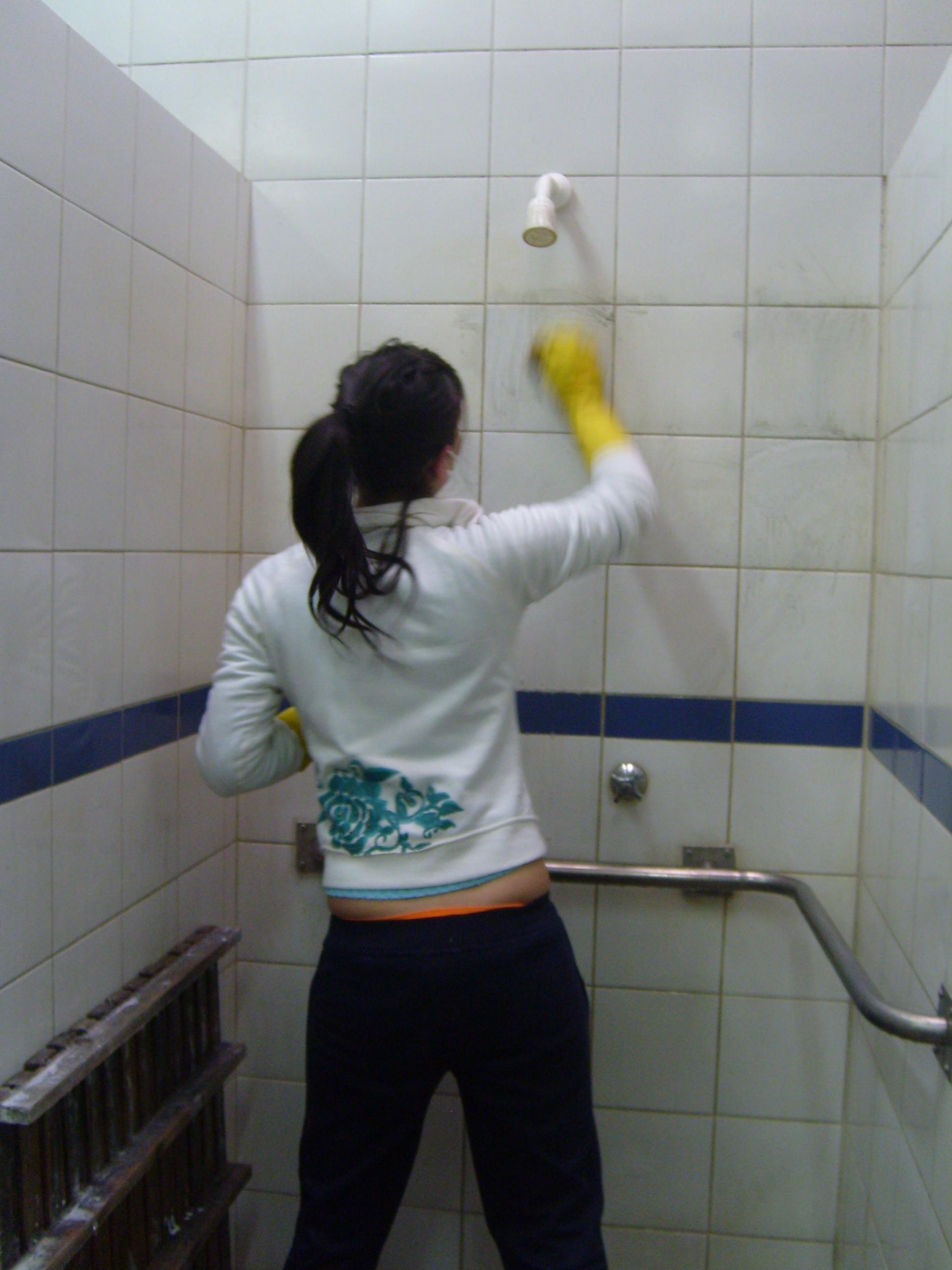
Actividad IV medio 2007 en baños de Hogar de Cristo.

A lo largo de su historia, el Colegio Hispano Americano, ha ido acumulando una serie de tradicionales actividades de esparcimiento y sociales para sus alumnos, organizadas por diferentes entidades como su centro de alumnos, centro de padres y los mismos cursos. Dentro de estas actividades podemos encontrar:

### Celebración aniversario del colegio
También llamado por los alumnos como «alianzas». Son realizadas desde algunos años dentro de los últimos días de julio o los primeros días de agosto. Son dos días de actividades de competencias, en donde todos los cursos del Colegio se dividen en alianzas caracterizadas por un color, tema y valor.
Esta actividad es organizada por el Centro de Alumnos, y es apoyada por profesores del colegio y Centro de Padres. Tradicionalmente el segundo día y final, es realizada dentro del colegio una fiesta masiva que congrega una gran cantidad de alumnos, exalumnos y acompañantes.
Actividades que se realizan en el aniversario del colegio:
- Flash Guata: Participan tres alumnos, uno que se desliza y dos más que lo impulsan. El juego se realiza sobre un plástico largo que se estira sobre una superficie y sobre el que se vierte jabón y agua para poder deslizarse. El alumno que se desliza se recuesta sobre el plástico y los otros dos alumnos lo impulsan, llevándolo de sus brazos hasta un límite establecido y luego permitiéndole deslizarse. El alumno que consiga llegar más lejos, le otorga los puntos de la prueba a su alianza.
- El ballet: Cada alianza debe crear una coreografía de Ballet mixta donde participen alumnos de Enseñanza Media.
- Talento CHA: Participa un alumno o un grupo que toque algún instrumento o cante.
- Mi nombre es: Participa un alumno o un grupo que imite a algún artista, idealmente sin hacer playback.

### Pastoral
Instancia pastoral que desarrolla el colegio desde 1994 para los alumnos. El proceso comienza desde pequeños y prosigue su existencia hasta la vida adulta. A todo este proceso de educación en la fe se le denomina "Movimiento Calasanz", constituyendo un movimiento vinculado a las Escuelas Pías de carácter internacional. Se destacan entre estas actividades, realizadas por los alumnos y exalumnos del colegio: Reuniones semanales, retiros, jornadas recreativas, colonias de verano para niños en riesgo social, reparación de viviendas rurales, pastoral y asistencia para personas en situación de calle, proyectos en municipalidades rurales, etc.

### Día de San José de Calasanz
El día 25 de agosto se conmemora la fiesta de San José de Calasanz, el Santo patrono del Colegio, y fundador de los Padres Escolapios. Con motivo de este día, se realiza tradicionalmente un día de actividades sociales, que van en ayuda de los más necesitados. Esta actividad es organizada por cada curso de educación media, quienes velan por su buena realización.

### Campaña San José de Maipo
El año 2005, los alumnos de cuarto medio presentaron la inquietud de realizar un operativo social en San José de Maipo a las autoridades del colegio. Esta actividad fue recibida gratamente y ese mismo año comenzó la reparación de casas de las zonas más desvalidas ese lugar. La campaña fue llamada «Yo te Doy una Mano».
De esta forma la actividad siguió desarrollándose durante los años siguientes, organizada por los mismos alumnos y apoyada por apoderados y exalumnos del grupo Scout y la pastoral juvenil del colegio.
Así, durante el año 2007, este operativo logró ayudar a diez familias de la población La Victoria, de San José de Maipo.
Luego durante el año 2015 se finaliza este proceso de ayuda a los más desposeídos creando otros proyectos.

## Exalumnos
Por el Colegio Hispano Americano han pasado destacadas y diversas figuras políticas, deportivas, artísticas dentro de la cultura chilena, pero por sobre todo, sus egresados son personas que se destacan en su labor educativa y en su espíritu al servicio público. Entre ellos podemos contar a:
- Sergio Romero Pizarro: Senador de la República (1990-2010), Presidente del Senado (2005-2006).
- Miguel Kast: economista, Ministro de Odeplan (1978-1980), Ministro del Trabajo y Previsión Social (1980-1981), Presidente del Banco Central (1982)
- Sergio Fernández: Ministro del Interior (1978-1982 y 1987-1988), Senador de la República (1990-2005)
- Emilio Santelices: Médico Cirujano, Ministro de Salud (2018-2019)
- Álvaro Bardón: economista, Presidente del Banco Central (1976-1981), Subsecretario de Economía (1982-1983), Presidente del Banco del Estado (1988 - 1990)
- Enrique Zurita: Ministro Corte de Apelaciones (1974-1984), Ministro Corte Suprema (1985-1997), Senador de la República (1998-2006)
- Arturo Herrera Verdugo: Director de Policía de Investigaciones de Chile (2003-2009), Presidente de Interpol (2008)
- Osvaldo Sarabia: Comandante en Jefe de la Fuerza Aérea de Chile (2002-2006)
- Jorge Pavez: Presidente Colegio de Profesores (1995-2007)
- Pedro Cunill Grau: Geógrafo, Miembro de Número de la Academia Nacional de la Historia de Venezuela
- Andrónico Luksic Abaroa: empresario, fundador de Grupo Luksic
- Juan Cueto Sierra: empresario, miembro del Directorio de LAN Airlines
- Francisco E Gillmore Escoda: Ingeniero empresario, Presidente del Directorio de Explotaciones Sanitarias S.A.
- Cirilo Córdova: empresario, expresidente de la Sociedad de Fomento Fabril (Sofofa)
- Claudio Giaconi: escritor, miembro de la Generación del 50
- Moisés Atisha: religioso, Obispo de la Diócesis de San Marcos de Arica
- Honorino Landa: futbolista, Mundial de Fútbol de 1962 y 1966
- Clemente Iriarte: futbolista, Club Atlético Osasuna
- José Luis Sierra: futbolista, Mundial de Fútbol de 1998
- Pedro García: futbolista, entrenador Selección de fútbol de Chile
- Teodoro Fernández: arquitecto y paisajista, Premio Nacional de Arquitectura 2014
- Luis Alberto Latorre: pianista, Premio a la Música Nacional Presidente de la República 2016
- Milan Ivelic Kusanovic: Director Nacional del Museo Nacional de Bellas Artes (1993-2011)
- Andrea Aristegui: periodista, conductora del noticiario 24 horas de Televisión Nacional de Chile